# Ulvales incertae sedis
Ulvales incertae sedis, trenutno sa statusom porodice obuhvaća dva problematična roda zelenih algi u redu Ulvales. Rodu Paulbroadya pripada jedna terestrijalna i jedna morska vrsta, dok rodu Halofilum pripadaju tri morske vrste.

## Rodovi
1. Halofilum Darienko & Pröschold
2. Paulbroadya Darienko & Pröschold